# Eleccions presidencials de São Tomé i Príncipe de 2011
Les Eleccions presidencials de São Tomé i Príncipe de 2011 van tenir lloc en primera volta el 17 de juliol de 2011 i en segona volta el 7 d'agost de 2011. El president sortint Fradique de Menezes ja havia servit els dos termes màxims permesos per la constitució i no podia presentar-se a un tercer mandat.
El resultat final va ser l'antic president Manuel Pinto da Costa, de 74 anys, elegit per una estreta victòria contra el President de l'Assemblea Nacional Evaristo Carvalho.
A la primera volta hi van participar aproximadament 120 candidats. El candidat del partit del president de Menezes, Moviment Democràtic de les Forces pel Canvi - Partit Liberal (MDFM–PL), era Delfim Neves, qui també gaudia del suport de seu propi partit Partit de Convergència Democràtica - Grup de Reflexió (PCD–GR). Pinto da Costa, que hi anava com a independent, va ser el candidat més votat però no aconseguí la majoria requerida per a reclamar una victòria absoluta. Carvalho, de la governant Acció Democràtica Independent (ADI), antic primer ministre i actual portaveu de l'Assemblea Nacional, va quedar segon. El mateix dia es va anunciar una segona volta disputada entre Pinto da Costa i Carvalho. Pinto da Costa va rebre el suport de la majoria de candidats eliminats, i esperava vèncer còmodament.
Pinto da Costa va guanyar la segona volta, celebrada el 7 d'agost, per cinc punts. Va prendre possessió el 3 de setembre i serà president duran un període de cinc anys.

## Antecedents
Manuel Pinto da Costa havia estat president de São Tomé i Príncipe des de 1975 quan el país es va independitzar, i va governar les illes com un estat socialista de sistema unipartidista sota el Moviment per l'Alliberament de São Tomé i Príncipe (MLSTP). En 1991 la legalització dels partits de l'oposició política va facilitar les primeres eleccions sota un sistema democràtic. Pinto da Costa no hi va ser candidat i va anunciar la seva retirada de la política. El MLSTP no hi va presentar un candidat alternatiu i Miguel Trovoada fou elegit sense oposició. Malgrat la seva declaració prèvia, Pinto da Costa tornà a la política i va participar en les eleccions presidencials de 1996, però fou derrotat contundentment per Trovoada. En 2001 hi va participar novament contra el president Fradique de Menezes, i novament fou derrotat.
Pinto da Costa abandonà el MLSTP en 2005. El partit és dirigit actualment per Aurélio Martins, qui va quedar sisè en la primera volta electoral. Altres candidats importants foren l'antiga primera ministra Maria das Neves i l'antiga ministra de defensa Elsa Pinto, ambdues independents. El principal rival de Pinto da Costa, Carvalho, representava l'ADI, qui havia guanyat les eleccions parlamentàroes d'agost de 2010 i era el partit de govern de l'actual primer ministre Patrice Trovoada.

## Resultats
| Candidats – partits                 | Primera volta | Primera volta | Segona volta | Segona volta |
| Candidats – partits                 | Vots          | %             | Vots         | %            |
| ----------------------------------- | ------------- | ------------- | ------------ | ------------ |
| Manuel Pinto da Costa – independent | 21,457        | 35.62         | 35,112       | 52.88        |
| Evaristo Carvalho – ADI             | 13,125        | 21.79         | 31,287       | 47.12        |
| Delfim Neves – PCD i MDFC-PL        | 8,652         | 14.36         |              |              |
| Maria das Neves – independent       | 8,461         | 14.04         |              |              |
| Elsa Pinto – independent            | 2,682         | 4.45          |              |              |
| Aurélio Martins – MLSTP-PSD         | 2,445         | 4.06          |              |              |
| Filinto Costa Alegre – independent  | 2,401         | 3.99          |              |              |
| Hélder Barros – independent         | 414           | 0.69          |              |              |
| Jorge Coelho – independent          | 401           | 0.67          |              |              |
| Manuel de Deus Lima – independent   | 208           | 0.35          |              |              |
| Vots vàlids                         | 60,246        | 95.13         | 66,399       | 96.81        |
| Vots nuls                           | 2,822         | 4.87          | 2,191        | 3.19         |
| Vots totals                         | 63,328        | 100.00        | 68,590       | 100.00       |
| Participació                        | 68.4%         | 68.4%         | 74.0%        | 74.0%        |
| Font: African Election Database     |               |               |              |              |

## Reaccions
Diversos analistes han apuntat que la victòria de Pinto da Costa podria desencadenar un retorn al règim autoritari com el que va mantenir durant el seu període anterior al poder.